# Bulbophyllum amblyacron
Bulbophyllum amblyacron är en orkidéart som beskrevs av Rudolf Schlechter. Bulbophyllum amblyacron ingår i släktet Bulbophyllum och familjen orkidéer. Inga underarter finns listade i Catalogue of Life.